# 国和一号
国和一号（又名CAP1400，CAP表示China Advanced Passive压水反应堆）为中华人民共和国基于西屋公司AP1000研究发展的第三代核电站科技，毛功率1500MWe，净功率1350MWe。目前有两台国和一号机组建成运营。
国和一号由国家电力投资集团有限公司所属上海核工程研究设计院负责设计。2020年9月28日，中國具有完全自主知識產權的三代核電技術「國和一號」研發完成。2024年底，首台国和一号机组投入运营。

## 历史
- 2006年2月9日，中华人民共和国国务院发布《国家中长期科学和技术发展规划纲要（2006—2020年）》，纲要将大型先进压水堆及高温气冷堆核电站列为十六个重大专项之一[5]。
- 2006年5月14日，《国家“十一五”科学技术发展规划》表明攻克第三代先进压水堆核电核心技术[6]。
- 2006年12月16日，中国宣布美国西屋电气赢得中国第三代百万千瓦级核电招标[7]。
- 2007年5月22日，国家核电技术公司正式成立[8][9]，国务院国有资产监督管理委员会出资60%，中国核工业集团公司、中国电力投资集团公司、中国广东核电集团有限公司和中国技术进出口总公司各按10%的比例出资。国家核电技术公司主要负责AP1000核电技术的引进消化吸收再创新。
- 2007年7月24日，国家核电技术有限公司与美国西屋联合体签署三代核电自主化依托项目合同。
- 2009年7月21日，国家核电技术公司与中国华能集团公司在北京举行战略合作框架协议签字仪式[10]。2009年9月4日，国家核电技术公司与中国华能集团公司共同在北京举行国核示范电站有限公司出资协议签字仪式，双方将共同投资建设我国大型先进压水堆核电站国家重大科技专项示范工程[11]，项目位于华能集团先前主导开发的石岛湾厂址。2009年12月17日，国核示范电站有限公司正式成立。
- 2011年7月4日，《国家“十二五”科学和技术发展规划》提出完成CAP1400设计和示范电站[12]。

2014年9月，CAP1400示范工程初步安全分析报告通过审查。
2015年4月27日，CAP1400设计通过了国际原子能机构的通用反应堆安全评估。
2017年3月，第一台CAP1400的反應爐壓力槽通过压力试验。2017年12月14日，“CAP1400关键设计技术研究”课题通过验收。
2022年2月28日，国和一号产业链联盟在上海成立，17家会员签约。
2024年9月并网发电http://www.spic.com.cn/xtdt1/202501/t20250120_324747.html

## 争议

### 知识产权
AP1000系统的最佳单机功率似乎低于120万千瓦，功率的提升会带来技术和成本问题。西屋电气提出中国基于AP1000研发的核电技术如果功率大于135万千瓦，那么中国将拥有相应产品的知识产权，因此初始版外贸型CAP的功率定为140万千瓦。西屋公司之后又提出技术转让协议中的135万千瓦是净功率而非毛功率，因此国和一号的毛功率和净功率分别上调至150万千瓦和135万千瓦。

### AP1000依托项目
浙江台州三门核电站和山东烟台海阳核电站是AP1000技术的依托项目，建设过程碰到了设计频繁变更、部分核心关键组件（特别是屏蔽主泵，其他还有爆破阀、仪器和控制系统等）难产等问题，使得发电厂在延期五年之后才开始并网。更糟的是三门核电站2号机组在运营后发生主泵故障造成近一年的停机，目前机组已经恢复运营
。这些也给国和一号的应用推广蒙上阴影。另一方面，首台国产AP1000主泵已经制造成功。

### 西屋破产
2006年，东芝高价收购西屋电气，计划以此大量占领三代核电市场。然而，福岛第一核电站2011年遭遇地震海啸发生严重核事故，各国核电站发展速度骤减，因此西屋公司的经营大幅受挫。随后，东芝又爆出虚增利润达12亿多美元的会计丑闻，多位高管引咎辞职。2017年3月29日，西屋电气依据美国破产法第11章正式申请破产重组，国家电力投资集团有限公司表示西屋电气申请破产对第三代核电自主化不会产生实质性影响。

## 应用

### 国核示范工程（运营中）
| 文件名称                                                                        | 文件编号              | 发布机关     | 发布日期       |
| ------------------------------------------------------------------------------- | --------------------- | ------------ | -------------- |
| 关于颁发国和一号示范工程2号机组运行许可证的通知？                               | 国核安发〔2025〕？号  | 国家核安全局 | 2025年5月8日？ |
| 关于颁发国和一号示范工程1号机组运行许可证的通知                                 | 国核安发〔2024〕116号 | 国家核安全局 | 2024年7月19日  |
| 关于国和一号示范工程1、2号机组环境影响报告书（运行阶段）的批复                  | 环审〔2024〕72号      | 生态环境部   | 2024年7月19日  |
| 建造许可证                                                                      | ？                    | ？           | ？             |
| 关于大型先进压水堆核电站重大专项CAP1400示范工程环境影响报告书（建造阶段）的批复 | 环审〔2019〕48号      | 生态环境部   | 2019年3月21日  |
| 关于大型先进压水堆核电站重大专项CAP1400示范工程环境影响报告书（选址阶段）的批复 | 环审〔2014〕146号     | 环境保护部   | 2014年6月18日  |
| 大型先进压水堆核电站重大专项CAP1400示范工程厂址选择审查意见书                   | 国核安发〔2014〕132号 | 国家核安全局 | 2014年6月18日  |